# Liste der Brücken über die Allaine in der Schweiz
Die Liste der Brücken über die Allaine in der Schweiz enthält die Brücken der Allaine in der Ajoie im Kanton Jura. Zusätzlich zu Brücken beinhaltet die Liste Übergänge über Bachdurchlässe.

## Brückenliste
86 Querungen überspannen den Fluss: 37 Strassen-, 24 Feldweg-, 17 Fussgänger-, sieben Eisenbahn-Übergänge und eine Rohrträger-Brücke.
| Bild | Name                                             | Ort          | Lage | Funktion                                       | Konstruktion     | Material   | Länge in m | Höhe m ü. M. | Bemerkungen |
| ---- | ------------------------------------------------ | ------------ | ---- | ---------------------------------------------- | ---------------- | ---------- | ---------- | ------------ | --- |
|      | Feldweg-Übergang bei Prés de Lucelle             | Charmoille   |      | Feldweg                                        | Bachdurchlass    | Beton      | 4          | 566          | |
|      | Sous la Rochette-Übergang                        | Charmoille   |      | Feldweg                                        | Bachdurchlass    | Beton      | 4          | 556          | |
|      | La Toulière-Übergang                             | Charmoille   |      | Wohnstrasse (zweispurig)                       | Bachdurchlass    | Beton      | 4          | 547          | |
|      | Zufahrtsstrasse-Übergang                         | Charmoille   |      | Zufahrtsstrasse                                | Bachdurchlass    | Beton      | 4          | 539          | Obere Zufahrt zum Gebäude Route de Lucelle 26. |
|      | Zufahrtsstrasse-Übergang                         | Charmoille   |      | Zufahrtsstrasse                                | Bachdurchlass    | Beton      | 4          | 538          | Untere Zufahrt zum Gebäude Route de Lucelle 26. |
|      | Feldweg-Brücke bei Rière la Scie                 | Charmoille   |      | Feldwegbrücke                                  | Balkenbrücke     | Beton      | 4          | 530          | |
|      | Fussgängerbrücke                                 | Charmoille   |      | Fussgängerbrücke                               | Gedeckte Brücke  | Holz       | 6          | 526          | |
|      | Clos-Dessous-Brücke                              | Charmoille   |      | Strassenbrücke (einspurig)                     | Balkenbrücke     | Beton      | 7          | 525          | |
|      | Feldweg-Brücke bei Rière le Moulin               | Charmoille   |      | Feldwegbrücke                                  | Balkenbrücke     | Beton      | 4          | 521          | |
|      | Gasse du Moulin-Übergang                         | Charmoille   |      | Feldweg                                        | Bachdurchlass    | Beton      | 4          | 517          | |
|      | Clos de la rouge Terre-Brücke                    | Charmoille   |      | Fussgängerbrücke                               | Balkenbrücke     | Holz       | 6          | 514          | |
|      | Bas du Village-Übergang                          | Charmoille   |      | Hauptstrasse (zweispurig) mit Trottoir 247     | Bachdurchlass    | Beton      | 4          | 514          | Höchstgeschwindigkeit 50 km/h MOBIJU-Buslinien 76 (Charmoille – Asuel – Courgenay – Porrentruy) und 77 (Charmoille – Alle – Porrentruy) Veloland-Route 7 Jura-Route (Etappe 1 Basel – Courgenay) Wanderweg |
|      | Zufahrtsstrassen-Brücke                          | Charmoille   |      | Strassenbrücke (einspurig)                     | Balkenbrücke     | Beton      | 4          | 513          | Zufahrt zum Gebäude Bas du Village 107. |
|      | Feldweg-Brücke                                   | Charmoille   |      | Feldwegbrücke                                  | Balkenbrücke     | Beton      | 4          | 512          | |
|      | Fussgängersteg bei Breuil de Miserez             | Charmoille   |      | Fussgängerbrücke                               | Balkenbrücke     | Stahl Holz | 3          | 505          | |
|      | Breuil de Miserez-Brücke                         | Charmoille   |      | Feldwegbrücke                                  | Balkenbrücke     | Beton      | 6          | 501          | Allgemeines Fahrverbot |
|      | Miserez-Brücke                                   | Charmoille   |      | Feldwegbrücke                                  | Balkenbrücke     | Beton      | 4          | 496          | |
|      | L'Erveratte-Brücke                               | Miécourt     |      | Feldwegbrücke                                  | Balkenbrücke     | Beton      | 6          | 484          | |
|      | Rue du Moulin-Brücke                             | Miécourt     |      | Strassenbrücke (einspurig)                     | Balkenbrücke     | Beton      | 6          | 483          | |
|      | Pont du Cornat                                   | Miécourt     |      | Strassenbrücke (zweispurig)                    | Balkenbrücke     | Beton      | 6          | 481          | Wanderweg |
|      | Pont de l'Ecole                                  | Miécourt     |      | Strassenbrücke (zweispurig)                    | Balkenbrücke     | Beton      | 7          | 481          | Wanderweg |
|      | Pont de Morimont                                 | Miécourt     |      | Strassenbrücke (zweispurig) 247                | Balkenbrücke     | Beton      | 7          | 481          | Höchstgeschwindigkeit 50 km/h MOBIJU-Buslinie 77 (Charmoille – Alle – Porrentruy) Wanderweg |
|      | Fussgänger-Brücke                                | Miécourt     |      | Fussgängerbrücke                               | Balkenbrücke     | Beton      | 6          | 478          | |
|      | Pont de la Fontaine (Chemin du Fâtre)            | Miécourt     |      | Strassenbrücke (zweispurig)                    | Balkenbrücke     | Beton      | 6          | 478          | Höchstgeschwindigkeit 50 km/h |
|      | Place du 23 Juin-Brücke                          | Miécourt     |      | Strassenbrücke (einspurig)                     | Balkenbrücke     | Beton      | 7          | 478          | Höchstgeschwindigkeit 50 km/h |
|      | Feldwegbrücke bei Peute Connaie                  | Miécourt     |      | Feldwegbrücke                                  | Balkenbrücke     | Beton      | 7          | 469          | |
|      | Feldwegbrücke                                    | Alle         |      | Feldwegbrücke                                  | Balkenbrücke     | Beton      | 7          | 459          | |
|      | Feldwegbrücke bei Dos Varoche                    | Alle         |      | Feldwegbrücke                                  | Balkenbrücke     | Beton      | 9          | 458          | |
|      | Feldwegbrücke bei Dos Varoche                    | Alle         |      | Feldwegbrücke                                  | Balkenbrücke     | Beton      | 7          | 457          | |
|      | Feldwegbrücke bei Dos Les Hières                 | Alle         |      | Feldwegbrücke                                  | Balkenbrücke     | Beton      | 7          | 455          | Brücke führt zu einem privaten, überwachten Grundstück. Hinweistafel: Zutritt verboten für Badende, Schlittschuhläufer, Velos, motorisierter Verkehr, Hunde und Pferde. |
|      | L'Erveratte-Brücke                               | Alle         |      | Feldwegbrücke                                  | Balkenbrücke     | Beton      | 7          | 453          | |
|      | CJ-Brücke                                        | Alle         |      | Eisenbahnbrücke (eingleisig)                   | Balkenbrücke     | Beton      | 12         | 449          | Bahnstrecke Porrentruy–Bonfol |
|      | Fussgänger-Brücke                                | Alle         |      | Fussgängerbrücke                               | Balkenbrücke     | Beton      | 10         | 449          | |
|      | Rue Achille Merguin-Brücke                       | Alle         |      | Feldwegbrücke                                  | Balkenbrücke     | Beton      | 12         | 449          | Allgemeines Fahrverbot Höchstgewicht 10 t |
|      | La Morte Eau-Brücke                              | Alle         |      | Strassenbrücke (einspurig)                     | Balkenbrücke     | Beton      | 12         | 449          | Allgemeines Fahrverbot Höchstgewicht 1,5 t |
|      | Strassen-Brücke nach Cornol                      | Alle         |      | Strassenbrücke (zweispurig) mit Trottoirs      | Balkenbrücke     | Beton      | 11         | 448          | Mountainbike-Route 720 Les Etangs de l'Ajoie Bike (Alle –Alle) Wanderweg |
|      | Fussgängersteg                                   | Alle         |      | Fussgängerbrücke                               | Balkenbrücke     | Stahl      | 10         | 447          | |
|      | Strassenbrücke                                   | Alle         |      | Strassenbrücke (einspurig)                     | Balkenbrücke     | Stahl      | 9          | 446          | Höchstgeschwindigkeit 50 km/h |
|      | Place de la Liberté-Brücke                       | Alle         |      | Strassenbrücke (zweispurig) mit Trottoirs      | Balkenbrücke     | Beton      | 9          | 446          | Höchstgeschwindigkeit 50 km/h MOBIJU-Buslinie 77 (Charmoille – Alle – Porrentruy) |
|      | Rue du Mont-Terri-Brücke                         | Alle         |      | Strassenbrücke (zweispurig)                    | Balkenbrücke     | Beton      | 14         | 443          | Höchstgeschwindigkeit 50 km/h |
|      | Feldweg-Brücke                                   | Pruntrut     |      | Feldwegbrücke                                  | Bogenbrücke      | Stein      | 7          | 436          | |
|      | Strassenbrücke bei Sous Airmont                  | Pruntrut     |      | Strassenbrücke (einspurig)                     | Bogenbrücke      | Holz       | 12         | 432          | Verbot für Motorwagen und Motorräder |
|      | Viadukt bei der Anschlussstelle 5 der A16        | Pruntrut     |      | Strassenbrücke (zweispurig) mit Pannenstreifen | Hohlkastenbrücke | Beton      | 140        | 431          | Die Brücke wurde 1994 eröffnet. Die Brücke überquert zugleich die Gleise der Bahnstrecken Delémont–Delle und Porrentruy–Bonfol. |
|      | Fussgänger-Brücke                                | Pruntrut     |      | Fussgänger- und Velobrücke                     | Hängebrücke      | Holz       | 22         | 429          | Wanderweg |
|      | Fussgänger-Brücke                                | Pruntrut     |      | Fussgänger- und Velobrücke                     | Balkenbrücke     | Beton      | 17         | 425          | Allgemeines Fahrverbot |
|      | SBB-Brücke                                       | Pruntrut     |      | Eisenbahnbrücke (zweigleisig)                  | Balkenbrücke     | Beton      | 18         | 422          | Höchstgeschwindigkeit 80 km/h Bahnstrecken Delémont–Delle und Porrentruy–Bonfol |
|      | St-Germain-Brücke                                | Pruntrut     |      | Strassenbrücke (zweispurig) mit Trottoirs      | Balkenbrücke     | Beton      | 10         | 421          | Die Brücke wurde 2022/23 saniert. MOBIJU-Buslinien 70 (TUB Porrentruy, gare – Sous-Bellevue / Oiselier), 73 (Porrentruy – Chevenez – Grandfontaine), 74 (Porrentruy – Bressaucourt), 75 (Porrentruy – Fontenais – Villars-sur-Fontenais) und 76 (Porrentruy – Courgenay – Asuel – Charmoille) Veloland-Route 64 Lötschberg–Jura (Etappe 4 Delémont – Boncourt) Wanderweg |
|      | Coop Parkhaus-Brücke                             | Pruntrut     |      | Garageneinfahrt                                | Balkenbrücke     | Beton      | 8          | 423          | Zufahrt zum Coop Parkhaus. Die Einfahrt ist durch eine elektrische Schranke geregelt. LPG-Fahrzeuge sind nicht erlaubt. |
|      | Zufahrtsstrasse-Brücke                           | Pruntrut     |      | Strassenbrücke (zweispurig)                    | Balkenbrücke     | Beton      | 10         | 423          | Zufahrt zum Gebäude Rue des Tanneurs 8. |
|      | Pont de l'Auberge d’Ajoie (Rue Gustave Amweg)    | Pruntrut     |      | Fussgänger- und Velobrücke                     | Balkenbrücke     | Beton      | 15         | 420          | Seit 2012 darf die ehemalige Strassenbrücke nur noch von Fussgängern und Velofahrern benutzt werden. Verbot für Motorwagen, Motorräder und Motorfahrräder Höchstgeschwindigkeit 30 km/h Mountainbike-Route 707 Jurassic Bike (Porrentruy – Porrentruy) Veloland-Route 64 Lötschberg–Jura (Etappe 4 Delémont – Boncourt) Wanderland-Route 2 Trans Swiss Trail (Etappe 1 Porrentruy –St-Ursanne) und Route 31 Chemin du Jura (Etappe 3 Porrentruy –St-Ursanne) Bei der Brücke befindet sich die Auberge d’Ajoie, ein Kulturgut von regionaler Bedeutung. |
|      | Rue Auguste-Cuenin-Brücke                        | Pruntrut     |      | Strassenbrücke (zweispurig) mit Trottoirs      | Balkenbrücke     | Beton      | 15         | 420          | Höchstgeschwindigkeit 50 km/h MOBIJU-Buslinie 71 (Porrentruy – Bure – Courgenay – Fahy) |
|      | Rue Xavier-Stockmar-Brücke                       | Pruntrut     |      | Strassenbrücke (zweispurig) mit Trottoirs      | Balkenbrücke     | Beton      | 20         | 419          | Die alte Brücke wurde 1964 ersetzt. Höchstgeschwindigkeit 50 km/hMountainbike-Route 707 Jurassic Bike (Porrentruy – Porrentruy) Veloland-Route 64 Lötschberg–Jura (Etappe 4 Delémont – Boncourt) und Route 647 Sur les traces des dinosaures (Porrentruy – Porrentruy) MOBIJU-Buslinie 70 (TUB Porrentruy, gare – Sous-Bellevue / Oiselier) |
|      | Fussgänger-Brücke bei Sous Bellevue              | Pruntrut     |      | Fussgängerbrücke                               | Balkenbrücke     | Stahl Holz | 14         | 417          | Die Brücke wurde 1973 durch die Armee erstellt. Allgemeines Fahrverbot |
|      | SBB-Brücke                                       | Pruntrut     |      | Eisenbahnbrücke (eingleisig)                   | Balkenbrücke     | Beton      | 20         | 416          | Höchstgeschwindigkeit 85 km/h Die Bahnstrecke Delémont–Delle der Chemin de fer Porrentruy–Delle (PD) wurde 1872 eröffnet. |
|      | Chemin des Grandes-Vies-Brücke                   | Pruntrut     |      | Strassenbrücke (zweispurig) mit Trottoirs      | Balkenbrücke     | Beton      | 21         | 416          | Die alte Brücke wurde 1969 ersetzt. Höchstgeschwindigkeit 50 km/h |
|      | ARA-Brücke (Chemin de la Bonne-Fontaine)         | Pruntrut     |      | Strassenbrücke (zweispurig)                    | Balkenbrücke     | Beton      | 50         | 414          | Die ARA wurde in den 1970er-Jahren erstellt. Höchstgeschwindigkeit 50 km/h Die Werkzufahrt zur Kläranlage ist mit einem Metalltor versehen. |
|      | Pont d'Able                                      | Pruntrut     |      | Strassenbrücke (einspurig)                     | Balkenbrücke     | Stahl Holz | 15         | 410          | Verbot für Motorwagen und Motorräder: Ausgenommen Anwohner Höchstgewicht 20 t Veloland-Route 64 Lötschberg–Jura (Etappe 4 Delémont – Boncourt) und Route 647 Sur les traces des dinosaures (Porrentruy – Porrentruy) |
|      | SBB-Brücke                                       | Pruntrut     |      | Eisenbahnbrücke (eingleisig)                   | Balkenbrücke     | Beton      | 25         | 408          | Höchstgeschwindigkeit 80 km/h Die Bahnstrecke Delémont–Delle der Chemin de fer Porrentruy–Delle (PD) wurde 1872 eröffnet. |
|      | Feldweg-Brücke                                   | Courchavon   |      | Feldwegbrücke                                  | Balkenbrücke     | Stahl      | 8          | 405          | |
|      | La Gare-Brücke                                   | Courchavon   |      | Strassenbrücke (einspurig)                     | Bogenbrücke      | Stein      | 21         | 403          | Vortritt vor dem Gegenverkehr (Fahrtrichtung Bahnhof Courchavon) Dem Gegenverkehr Vortritt lassen (Fahrtrichtung Hauptstrasse 6) Wanderweg |
|      | Fussgänger-Brücke                                | Courchavon   |      | Fussgängerbrücke                               | Balkenbrücke     | Stahl      | 15         | 402          | |
|      | Feldweg-Brücke                                   | Courtemaîche |      | Feldwegbrücke                                  | Balkenbrücke     | Stahl Holz | 15         | 398          | Allgemeines Fahrverbot |
|      | Pont de la Gare                                  | Courtemaîche |      | Strassenbrücke (zweispurig)                    | Bogenbrücke      | Stein      | 17         | 395          | Eine Bushaltestelle der MOBIJU-Buslinie 81 (Courtemaîche gare – Montignez) befindet sich bei der Brücke. |
|      | Feldwegbrücke bei Milieu du Village              | Courtemaîche |      | Feldwegbrücke                                  | Balkenbrücke     | Stahl      | 16         | 394          | |
|      | Fussgängerbrücke                                 | Courtemaîche |      | Fussgängerbrücke                               | Balkenbrücke     | Stahl      | 11         | 394          | |
|      | Strassen-Brücke                                  | Courtemaîche |      | Strassenbrücke (zweispurig)                    | Bogenbrücke      | Stein      | 20         | 389          | Wanderweg |
|      | Courtemaîche-Brücke                              | Courtemaîche |      | Eisenbahnbrücke (eingleisig)                   | Balkenbrücke     | Beton      | 230        | 388          | Die Brücke wurde 1968 erstellt. Die Eisenbahn-Zweigstrecke für Militärtransporte verbindet den Waffenplatz von Bure mit dem Bahnhof Courtemaîche an der Bahnstrecke Delémont–Delle. Höchstgeschwindigkeit 50 km/h Die Brücke überquert zugleich die Hauptstrasse 6. |
|      | Fussgänger-Brücke                                | Courtemaîche |      | Fussgängerbrücke                               | Balkenbrücke     | Stahl      | 11         | 389          | An der Brücke sind die Namen und Wappen der Ortsteile Wangen und Brüttisellen der Zürcher Gemeinde Wangen-Brüttisellen angebracht. |
|      | SBB-Brücke                                       | Courtemaîche |      | Eisenbahnbrücke (eingleisig)                   | Balkenbrücke     | Beton      | 15         | 389          | Die Bahnstrecke Delémont–Delle der Chemin de fer Porrentruy–Delle (PD) wurde 1872 eröffnet. Höchstgeschwindigkeit 115 km/h |
|      | Grandgourt-Brücke                                | Courtemaîche |      | Strassenbrücke (einspurig)                     | Bogenbrücke      | Stein      | 15         | 386          | Die zweibogige Steinbrücke wurde 1770 erstellt. Das Bauwerk ist im Inventar historischer Verkehrswege der Schweiz (IVS) erwähnt. Vortritt vor dem Gegenverkehr (Fahrtrichtung Buix) Dem Gegenverkehr Vortritt lassen (Fahrtrichtung Courtemaîche, Pisciculture) MOBIJU-Buslinie 81 (Courtemaîche gare – Montignez) Südöstlich der Brücke befindet sich das ehemalige Priorat Grandgourt, ein Kulturgut von nationaler Bedeutung. |
|      | Strassen-Brücke                                  | Buix         |      | Strassenbrücke (einspurig)                     | Balkenbrücke     | Stahl      | 12         | 380          | Verbot für Motorwagen und Motorräder: Landwirtschaftlicher Verkehr gestattet Höchstgewicht 20 t Veloland-Route 64 Lötschberg–Jura (Etappe 4 Delémont – Boncourt) und Route 647 Sur les traces des dinosaures (Porrentruy – Porrentruy) |
|      | Fussgänger-Brücke                                | Buix         |      | Fussgängerbrücke                               | Balkenbrücke     | Beton      | 18         | 380          | Privater Übergang beim Gebäude Vie de Grandgourt 16. |
|      | Rue du Pont-Brücke                               | Buix         |      | Strassenbrücke (einspurig) mit Trottoir        | Bogenbrücke      | Stein      | 25         | 379          | Die Brücke wurde 1868 erstellt. Vortritt vor dem Gegenverkehr (Fahrtrichtung Buix, Bahnhof) Dem Gegenverkehr Vortritt lassen (Fahrtrichtung Hauptstrasse 6) Höchstgeschwindigkeit 30 km/h Mountainbike-Route 721 Mont de Coeuve Bike (Porrentruy – Porrentruy) Veloland-Route 64 Lötschberg–Jura (Etappe 4 Delémont – Boncourt) und Route 647 Sur les traces des dinosaures (Porrentruy – Porrentruy) Wanderweg |
|      | Feldweg-Brücke                                   | Buix         |      | Feldwegbrücke                                  | Balkenbrücke     | Stahl      | 11         | 379          | Der private Übergang befindet sich auf dem Areal des Gebäudes Route de France 9. Er kann wegen eines Stahlzauns nicht passiert werden. |
|      | Fussgängerbrücke                                 | Buix         |      | Fussgängerbrücke                               | Balkenbrücke     | Stahl      | 9          | 379          | Privater Übergang ist nicht behindertengerecht (Treppe). Bei der Treppe befindet sich ein abschliessbares Eisentor. |
|      | Feldwegbrücke                                    | Buix         |      | Feldwegbrücke                                  | Balkenbrücke     | Stahl      | 11         | 378          | Der private Übergang befindet sich auf dem Areal des Gebäudes Route de France 23. Im Westen ist die Brücke mit einer Metallschranke versehen. |
|      | SBB-Brücke                                       | Boncourt     |      | Eisenbahnbrücke (eingleisig)                   | Balkenbrücke     | Beton      | 22         | 375          | Höchstgeschwindigkeit 90 km/h Die Bahnstrecke Delémont–Delle der Chemin de fer Porrentruy–Delle (PD) wurde 1872 eröffnet. |
|      | Feldweg-Brücke                                   | Boncourt     |      | Feldwegbrücke                                  | Balkenbrücke     | Stahl      | 8          | 374          | |
|      | Pont du Moulin Milandre (über den Allaine-Kanal) | Boncourt     |      | Fussgängerbrücke                               | Bogenbrücke      | Stein      | 8          | 374          | Die zweibogige Brücke wurde 1781 erstellt und 1832 saniert. Die Pont Kilcher führt über den Allainekanal zur ehemaligen Milandre-Mühle, von der nur noch der Getreidespeicher oder die Waschküche erhalten ist. |
|      | Feldweg-Brücke bei Milandre                      | Boncourt     |      | Feldwegbrücke                                  | Bogenbrücke      | Stein      | 14         | 371          | Allgemeines Fahrverbot |
|      | Rue d'Ajoie-Brücke                               | Boncourt     |      | Strassenbrücke (zweispurig) mit Trottoirs      | Balkenbrücke     | Beton      | 21         | 371          | Höchstgeschwindigkeit 50 km/h |
|      | Rue de la Font-Brücke                            | Boncourt     |      | Fussgängerbrücke                               | Balkenbrücke     | Beton      | 20         | 369          | Auf der Ostseite der Brücke führt eine Unterführung zum Bahnhof Boncourt. Wanderweg |
|      | Rue des Lignières-Brücke                         | Boncourt     |      | Strassenbrücke (zweispurig) mit Trottoirs      | Bogenbrücke      | Stein      | 18         | 367          | Die Brücke wurde 1931 erstellt. Höchstgeschwindigkeit 50 km/h Mountainbike-Route 721 Mont de Coeuve Bike (Porrentruy – Porrentruy) Bei der Brücke befindet sich der ehemalige Gemeindesaal, ein Kulturgut von regionaler Bedeutung. |
|      | BAT-Rohrleitungsbrücke                           | Boncourt     |      | Rohrleitungsbrücke                             | Balkenbrücke     | Stahl      | 25         | 365          | Auf der linken Flussseite ist die Brücke mit einem abschliessbaren Metalltor versehen. |
|      | BAT-Brücke                                       | Boncourt     |      | Strassenbrücke (zweispurig) mit Trottoir       | Balkenbrücke     | Beton      | 22         | 365          | Höchstgeschwindigkeit 30 km/h Zufahrtsstrasse zur ehemaligen Zigarettenfabrik British American Tobacco (BAT). Die Fabrik wurde 2023 geschlossen. |
|      | Rue Martin Burrus-Brücke                         | Boncourt     |      | Strassenbrücke (zweispurig) mit Trottoirs      | Balkenbrücke     | Beton      | 140        | 364          | Höchstgeschwindigkeit 50 km/h Bei der Brücke befindet sich die hydrometrische Messstation Allaine - Boncourt, Frontière (2485) des Bundesamts für Umwelt (BAFU). |